# Signo de Moneda (tipografía)
El signo de moneda (¤) es un Signo utilizado para denotar una Moneda no especificada.A veces se llama escarabajo. A menudo se usa en lugar de un símbolo que no está presente en la fuente en uso; por ejemplo, en lugar de la Colón (₡). Se puede describir como un círculo del tamaño de un carácter en minúscula con cuatro brazos radiantes cortos a 45 ° (NE), 135 ° (SE), 225 °, (SW) y 315 ° (NW). Se eleva ligeramente por encima de la línea de base.Se representa en Unicode como U + 00A4¤